# Baía de Osaka

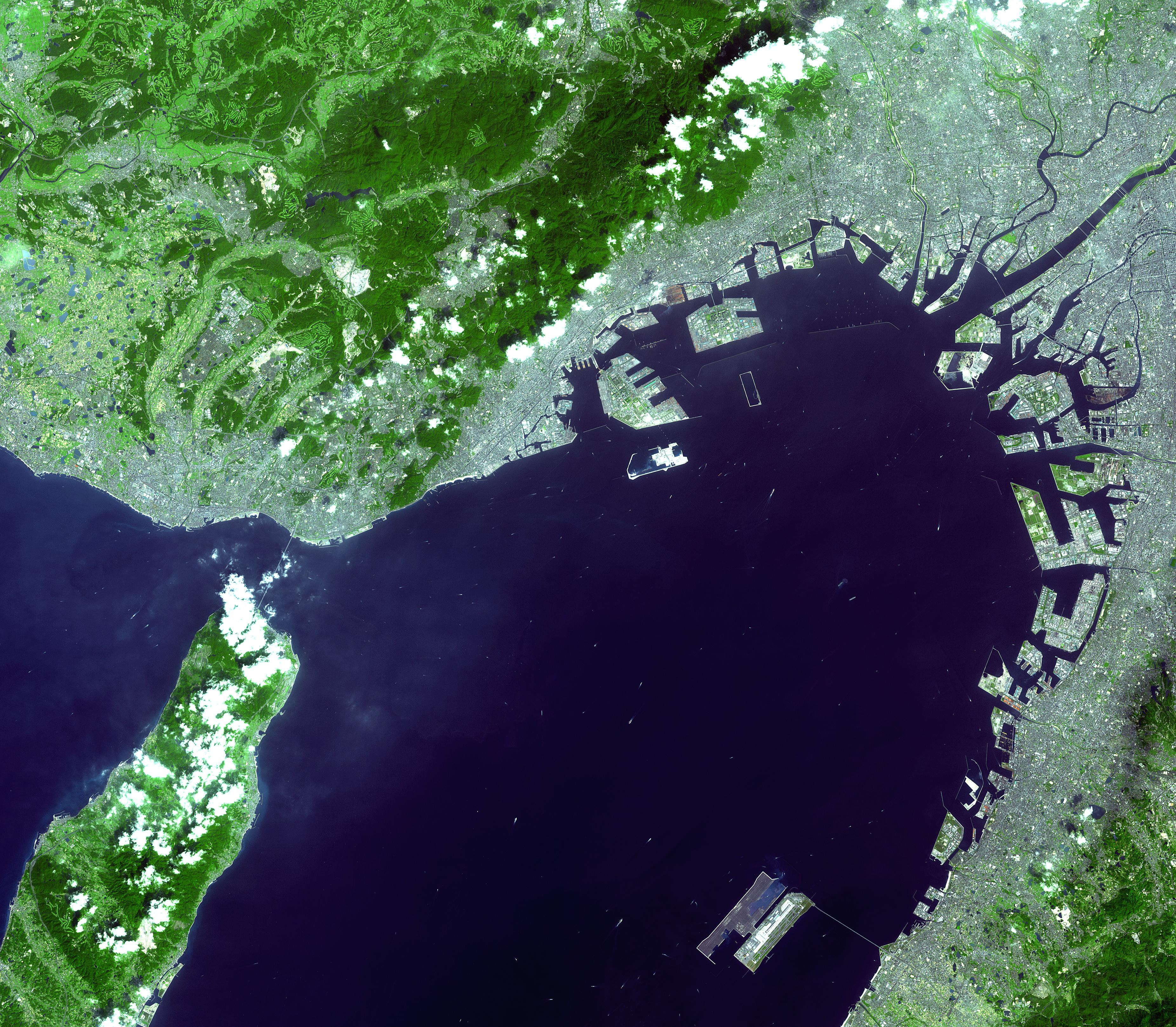
Imagem de satélite da baía de Osaka.

A baía de Osaka (em japonês 大阪湾 Osaka-wan) é uma baía situada no lado ocidental do Japão.
Situada na parte leste do mar Interior, está separada do oceano Pacífico pelo canal de Kii e da parte oeste do mar Interior pelo estreiro de Akashi. A sua margem ocidental é formada pela ilha de Awaji, e as suas margens norte e oriental pela área metropolitana de Kansai.
Os maiores portos na baía de Osaka incluem os de Osaka, Kobe, Nishinomiya, Sakai, Amagasaki e Hannan.
Nos último anos têm sido criadas várias ilhas artificiais na baía de Osaka nas últimas décadas, incluindo o Aeroporto Internacional de Kansai, a ilha do Porto e a ilha de Rokko.